# Domart-en-Ponthieu
Pour les articles homonymes, voir Domart et Ponthieu.
Domart-en-Ponthieu est une commune française située dans le département de la Somme en région Hauts-de-France.

## Géographie

### Localisation
Domart-en-Ponthieu est un bourg picard du Ponthieu.
À vol d'oiseau, la commune est située à 7 km au sud-ouest de Bernaville, 8 km au nord-est de Flixecourt, 10 km à l'est d'Ailly-le-Haut-Clocher, 18 km au sud-ouest de Doullens, 21 km à l'est d'Abbeville et à 23 km au nord-ouest d'Amiens.
Le territoire de la commune est limitrophe de ceux de sept communes.
Les communes limitrophes sont Berneuil, Franqueville, Gorenflos, Lanches-Saint-Hilaire, Ribeaucourt, Saint-Léger-lès-Domart et Surcamps.

### Hydrographie

#### Réseau hydrographique
La commune est située dans le bassin Artois-Picardie. Elle est drainée par le Domart et le fossé des Eaux Sauvages,.
Le Domart, d'une longueur de 11 km, prend sa source dans la commune de Domesmont et se jette  dans la Nièvre à Berteaucourt-les-Dames, après avoir traversé six communes.

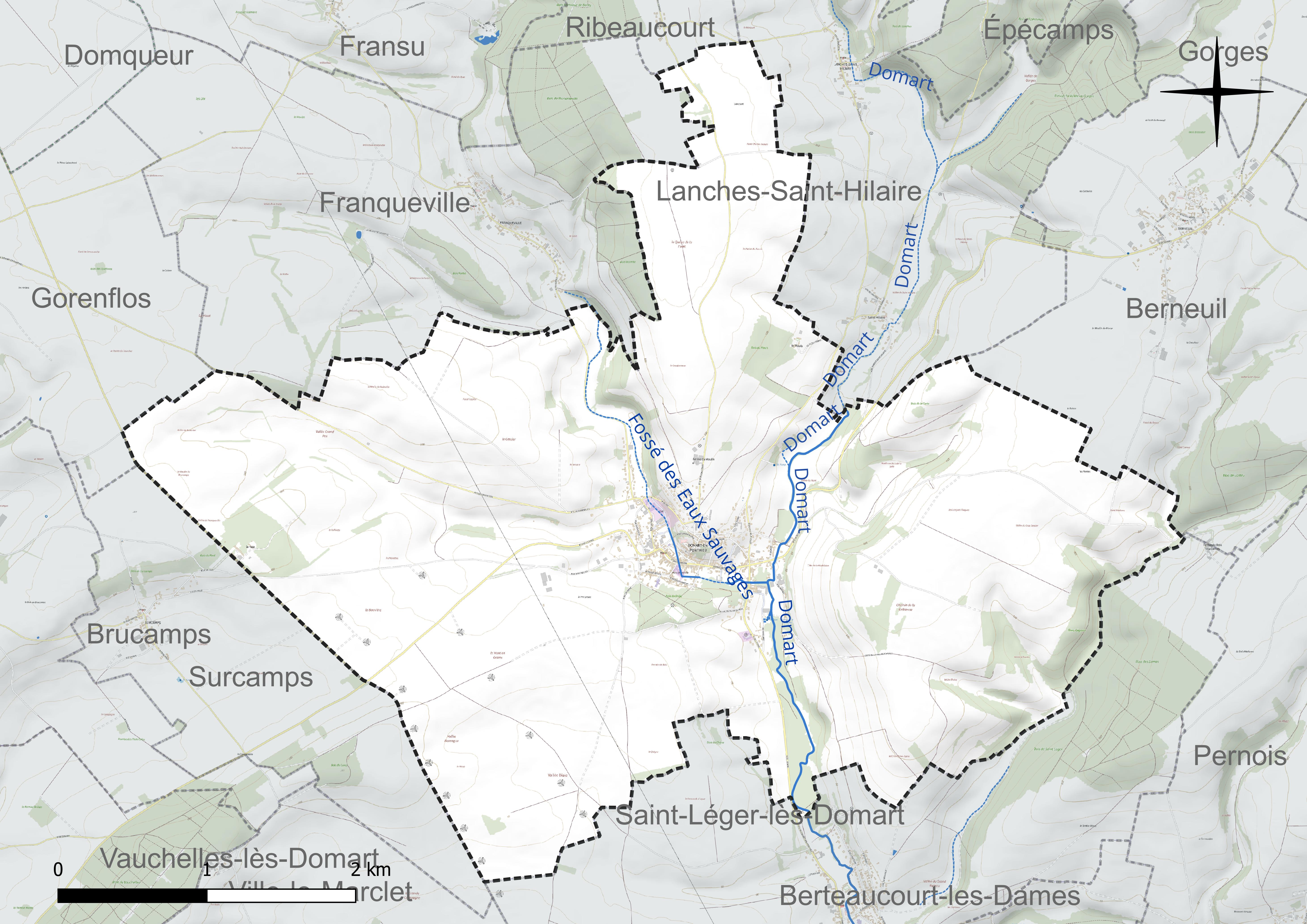
Réseau hydrographique de Domart-en-Ponthieu.

#### Gestion et qualité des eaux
Le territoire communal est couvert par le schéma d'aménagement et de gestion des eaux (SAGE) « Somme aval et Cours d'eau côtiers ». Ce document de planification concerne un territoire de 1 835 km2 de superficie, délimité par le bassin versant de la Somme canalisée. Le périmètre a été arrêté le 29 avril 2010 et le SAGE proprement dit a été approuvé le 6 août 2019. La structure porteuse de l'élaboration et de la mise en œuvre est le syndicat mixte d'aménagement hydraulique du bassin versant de la Somme (AMEVA).
La qualité des cours d'eau peut être consultée sur un site dédié géré par les agences de l'eau et l'Agence française pour la biodiversité.

### Climat
Pour des articles plus généraux, voir Climat des Hauts-de-France et Climat de la Somme.
En 2010, le climat de la commune est de type climat océanique altéré, selon une étude du CNRS s'appuyant sur une série de données couvrant la période 1971-2000. En 2020, Météo-France publie une typologie des climats de la France métropolitaine dans laquelle la commune est exposée à un climat océanique et est dans la région climatique Côtes de la Manche orientale, caractérisée par un faible ensoleillement (1 550 h/an) ; forte humidité de l'air (plus de 20 h/jour avec humidité relative > 80 % en hiver), vents forts fréquents.
Pour la période 1971-2000, la température annuelle moyenne est de 10,3 °C, avec une amplitude thermique annuelle de 13,4 °C. Le cumul annuel moyen de précipitations est de 787 mm, avec 12,2 jours de précipitations en janvier et 8,5 jours en juillet. Pour la période 1991-2020, la température moyenne annuelle observée sur la station météorologique la plus proche, située sur la commune de Bernaville à 7 km à vol d'oiseau, est de 10,4 °C et le cumul annuel moyen de précipitations est de 877,3 mm,. Pour l'avenir, les paramètres climatiques de la commune estimés pour 2050 selon différents scénarios d'émission de gaz à effet de serre sont consultables sur un site dédié publié par Météo-France en novembre 2022.

## Urbanisme

### Typologie
Au 1er janvier 2024, Domart-en-Ponthieu est catégorisée bourg rural, selon la nouvelle grille communale de densité à sept niveaux définie par l'Insee en 2022.
Elle est située hors unité urbaine. Par ailleurs la commune fait partie de l'aire d'attraction d'Amiens, dont elle est une commune de la couronne,. Cette aire, qui regroupe 369 communes, est catégorisée dans les aires de 200 000 à moins de 700 000 habitants,.

### Occupation des sols
L'occupation des sols de la commune, telle qu'elle ressort de la base de données européenne d'occupation biophysique des sols Corine Land Cover (CLC), est marquée par l'importance des territoires agricoles (92,2 % en 2018), une proportion sensiblement équivalente à celle de 1990 (92,4 %). La répartition détaillée en 2018 est la suivante : 
terres arables (79,3 %), prairies (7,1 %), zones agricoles hétérogènes (5,7 %), zones urbanisées (4,1 %), forêts (3,7 %). L'évolution de l'occupation des sols de la commune et de ses infrastructures peut être observée sur les différentes représentations cartographiques du territoire : la carte de Cassini (XVIIIe siècle), la carte d'état-major (1820-1866) et les cartes ou photos aériennes de l'IGN pour la période actuelle (1950 à aujourd'hui).

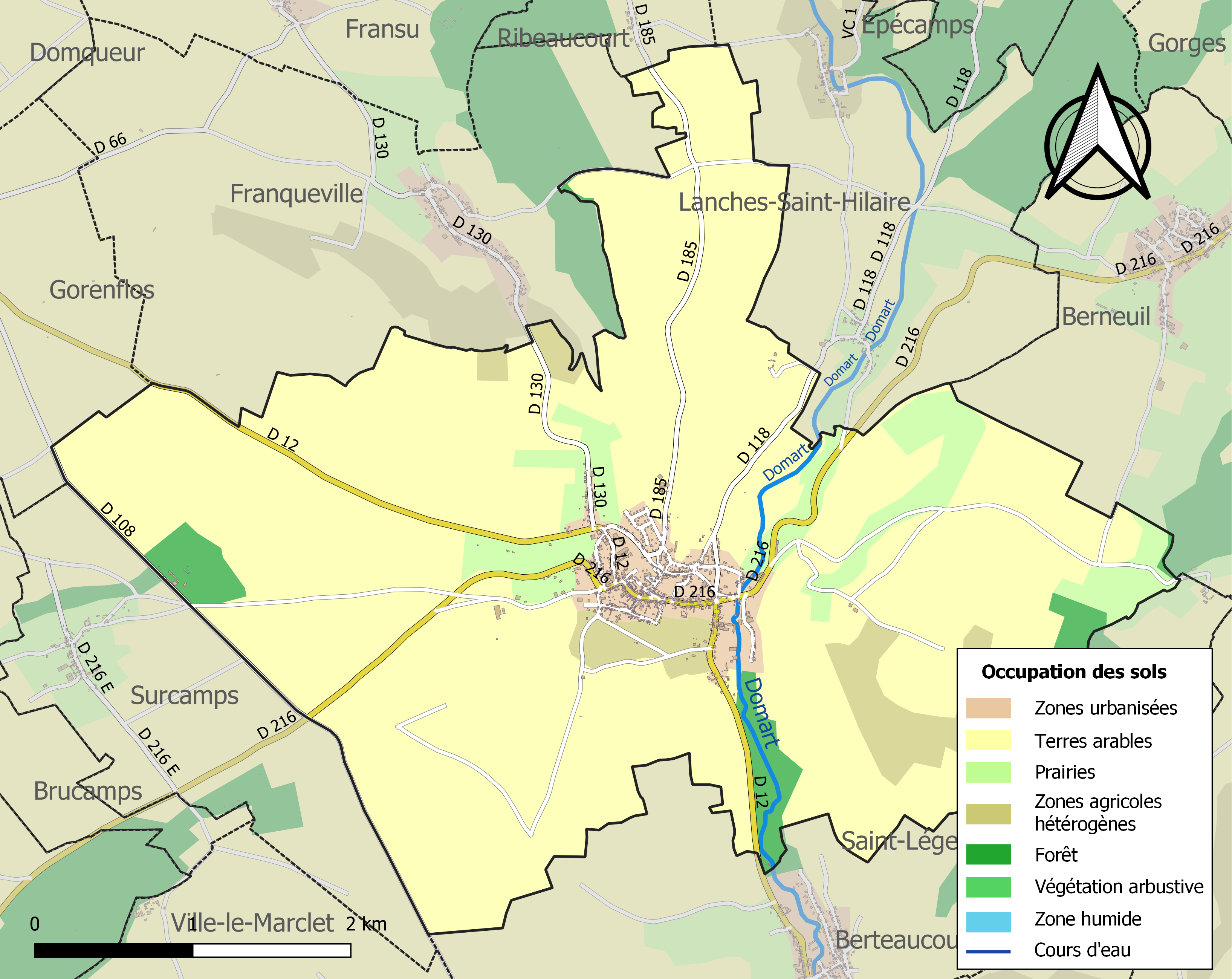
Carte des infrastructures et de l'occupation des sols de la commune en 2018 (CLC).

### Lieux-dits, hameaux et écarts
La commune comprend un hameau, la Haye.

### Voies de communication et transports
Domart-en-Ponthieu est aisément accessible par l'ancienne route nationale 1 (actuelle RD 1001) et l'autoroute A16.
En 2019, la localité est desservie par la ligne d'autocars no 24 (Doullens - Domart-en-Ponthieu), la ligne no 55 (Domart-en-Ponthieu - Amiens) et la ligne no 28 (Saint-Léger - Flixecourt - Amiens) du réseau inter-urbain Trans'80, Hauts-de-France, tous les jours sauf le dimanche et les jours fériés.

## Toponymie
Le nom de la localité est attesté sous les formes Sanctus Medardus (831.) ; Castellum Domne darsense ; Domnus Medardus (1090.) ; Dompnus Medardus (1108.) ; Dommedardus (1118.) ; Dommeardus (1137.) ; Domeart (1150.) ; Domart (1160.) ; Domaart (1160.) ; Dommeart (1160.) ; Domeardum (1168.) ; Dummaert (1200.) ; Donnus Medardus (1259.) ; Dommart (1262.) ; Doumart (1300-23.) ; Dampmare (1393.) ; Dempnimedardus (1394.) ; Donnut (XIVe siècle.) ; Donmart (1413.) ; Dompmart (1416.) ; Dommart-en-Ponthieu (14...) ; Dampmart (1445.) ; Dammares (xve siècle.) ; Dompmart-lez-Ponthieu (1507.) ; Dompmartz-lez-Ponthieu (1507.) ; Dommartz (1574.) ; Dommarts (1574.) ; Domar (1638.) ; Dommard (1646.) ; Dournac (1698.) ; Domart-lez-Ponthieu (1733.) ; Dommart-lès-Ponthieu (1757.) ; Domart-en-Ponthieu (1781.).
Domart est un  hagiotoponyme caché, le nom de Domart vient de saint Médard, appelé tout d'abord Sanctus Médardus puis Dominus Médardus, Domeart et enfin Domart. (Le nom de Domart vient de la contraction de « dominus medardus », patron de l'église paroissiale, qui a donné son nom à la commune).

## Histoire

### Moyen Âge
Les moines de Saint-Riquier défrichent le secteur au VIIe siècle ce qui conforte un centre de population.
Le premier château est construit au Xe siècle, sous Hugues Capet. Bernard IV le rebâtit au XIIe siècle dans « des conditions de force et de sécurité ».
La paroisse a bénéficié d'une charte communale accordée en 1246 par Jean Ier de Dreux, seigneur de Saint-Valery-sur-Somme.

### Époque moderne
La destruction complète du château date du règne de Louis XIII. Un corps de partisans y met le feu en 1645. Puis, des terrassements et sa destruction le conduisent à la ruine. Les restes de la tour Hugues Capet sont accessibles par le grand escalier qui conduit à l'église Saint-Médard.
Comme d'autres bourgs du département (Quevauvillers, Oisemont...), la localité a possédé des halles (dressées alors sur l'actuelle place devant la poste). Elles ont été démontées et détruites.

### Époque contemporaine

#### Seconde Guerre mondiale
La commune est décorée de la Croix de guerre 1939-1945 avec étoile de bronze, avec citation à  l'ordre du régiment du 11 novembre 1948 : « commune dont l'attitude a été très courageuse pendant l'occupation. A soutenu par son action le moral des prisonniers français qui attendaient sur son territoire leur transfert en Allemagne. A participé à la libération du pays payant un lourd tribut : cinq morts au combat, quatre  résistants fusillés, trois prisonniers morts en Allemagne, deux victimes civiles des bombardements. A ainsi donné l'exemple de son patriotisme ».

## Politique et administration

### Rattachements administratifs et électoraux
Rattachements administratifs
La commune se trouve depuis 1926 dans l'arrondissement d'Amiens du département de la Somme.
Elle était depuis 1793 le chef-lieu  du canton de Domart-en-Ponthieu. Dans le cadre du redécoupage cantonal de 2014 en France, cette circonscription administrative territoriale a disparu, et le canton n'est plus qu'une circonscription électorale.
Rattachements électoraux
Pour les élections départementales, la commune fait partie depuis 2014 du canton de Flixecourt
Pour l'élection des députés, elle fait partie de la première circonscription de la Somme.

### Budget et fiscalité 2020
En 2020, le budget de la commune était constitué ainsi :
- total des produits de fonctionnement : 986 000 €, soit 892 € par habitant ;
- total des charges de fonctionnement : 887 000 €, soit 802 € par habitant ;
- total des ressources d'investissement : 68 000 €, soit 61 € par habitant ;
- total des emplois d'investissement : 153 000 €, soit 143 € par habitant ;
- endettement : 69 000 €, soit 63 € par habitant.

Avec les taux de fiscalité suivants :
- taxe d'habitation : 24,79 % ;
- taxe foncière sur les propriétés bâties : 25,99 % ;
- taxe foncière sur les propriétés non bâties : 57,01 % ;
- taxe additionnelle à la taxe foncière sur les propriétés non bâties : 0,00 % ;
- cotisation foncière des entreprises : 0,00 %.

Chiffres clés Revenus et pauvreté des ménages en 2019 : médiane en 2019 du revenu disponible, par unité de consommation : 20 300 €.

### Intercommunalité
La commune était membre de la communauté de communes du Val de Nièvre et environs, un établissement public de coopération intercommunale (EPCI) à fiscalité propre crééfin 1992.
Dans le cadre des dispositions de la  loi portant nouvelle organisation territoriale de la République (Loi NOTRe) du 7 août 2015 prescrit, dans le cadre de l'approfondissement de la coopération intercommunale, que les intercommunalités à fiscalité propre doivent, sauf exceptions, regrouper au moins 15 000 habitants, celle-ci a fusionné avec sa voisine pour former, le 1er janvier 2017, la communauté de communes Nièvre et Somme, dont la commune est désormais membre.

### Liste des maires
| Période                                  | Période                      | Identité             | Étiquette | Qualité                                           |
| ---------------------------------------- | ---------------------------- | -------------------- | --------- | ------------------------------------------------- |
| Les données manquantes sont à compléter. |                              |                      |           |                                                   |
| 1947                                     | ?                            | Marcel Coudre        | SFIO      |                                                   |
| mars 2001                                | 2014                         | Jean-Luc Hermel      |           |                                                   |
| 2014                                     | mai 2020                     | Christian Prud'Homme |           |                                                   |
| mai 2020,                                | En cours (au 8 octobre 2020) | Nicolas Maréchal     |           | Vice-président de la CC Nièvre et Somme (2020 → ) |

### Distinctions et labels
Classement des villes et villages fleuris : deux fleurs récompensent en 2015 les efforts locaux en faveur de l'environnement,.

## Population et société

### Démographie
L'évolution du nombre d'habitants est connue à travers les recensements de la population effectués dans la commune depuis 1793. Pour les communes de moins de 10 000 habitants, une enquête de recensement portant sur toute la population est réalisée tous les cinq ans, les populations de référence des années intermédiaires étant quant à elles estimées par interpolation ou extrapolation. Pour la commune, le premier recensement exhaustif entrant dans le cadre du nouveau dispositif a été réalisé en 2008.

En 2022, la commune comptait 1 066 habitants, en évolution de −4,31 % par rapport à 2016 (Somme : −1,26 %, France hors Mayotte : +2,11 %).
| 1793  | 1800  | 1806  | 1821  | 1831  | 1836  | 1841  | 1846  | 1851  |
| ----- | ----- | ----- | ----- | ----- | ----- | ----- | ----- | ----- |
| 1 067 | 1 030 | 1 126 | 1 245 | 1 314 | 1 355 | 1 348 | 1 375 | 1 367 |

| 1856  | 1861  | 1866  | 1872  | 1876  | 1881  | 1886  | 1891  | 1896  |
| ----- | ----- | ----- | ----- | ----- | ----- | ----- | ----- | ----- |
| 1 463 | 1 457 | 1 421 | 1 345 | 1 243 | 1 194 | 1 194 | 1 125 | 1 187 |

| 1901  | 1906  | 1911  | 1921  | 1926  | 1931  | 1936  | 1946  | 1954  |
| ----- | ----- | ----- | ----- | ----- | ----- | ----- | ----- | ----- |
| 1 108 | 1 185 | 1 206 | 1 134 | 1 123 | 1 124 | 1 166 | 1 231 | 1 193 |

| 1962  | 1968  | 1975  | 1982  | 1990  | 1999  | 2006  | 2008  | 2013  |
| ----- | ----- | ----- | ----- | ----- | ----- | ----- | ----- | ----- |
| 1 164 | 1 150 | 1 152 | 1 175 | 1 107 | 1 126 | 1 159 | 1 168 | 1 152 |

| 2018  | 2022  | - | - | - | - | - | - | - |
| ----- | ----- | - | - | - | - | - | - | - |
| 1 074 | 1 066 | - | - | - | - | - | - | - |

### Enseignement
Le collège du Val-de-Nièvre est situé dans la commune. Compte tenu d'une fréquentation jugée insuffisante, sa fermeture par le département est envisagée en 2022 ou 2023.

## Culture locale et patrimoine

### Lieux et monuments
- Maison des « Templiers » du XVe siècle, ancienne maison échevinale avec sa façade aux fenêtres en ogive[40]

- Tour ronde (vestige du château).
- Église Saint-Médard des XIIe et XVIIe siècles[41].

Sa silhouette domine le bourg et son imposant clocher haut de 68 m porte les armes de la famille de Créquy.
- Chapelle de La Madeleine. C'est le témoin d'une ancienne maladrerie. Elle permettait aux lépreux de se recueillir[42].
- Chapelle de la Haye. Cette chapelle funéraire de la famille Laloux-Maquet a remplacé une chapelle dédiée à sainte Anne[42].
- Monument aux morts, œuvre du sculpteur picard Albert Roze[43]
- Château de La Haye et son parc.
- Maison de retraite Saint-Nicolas.

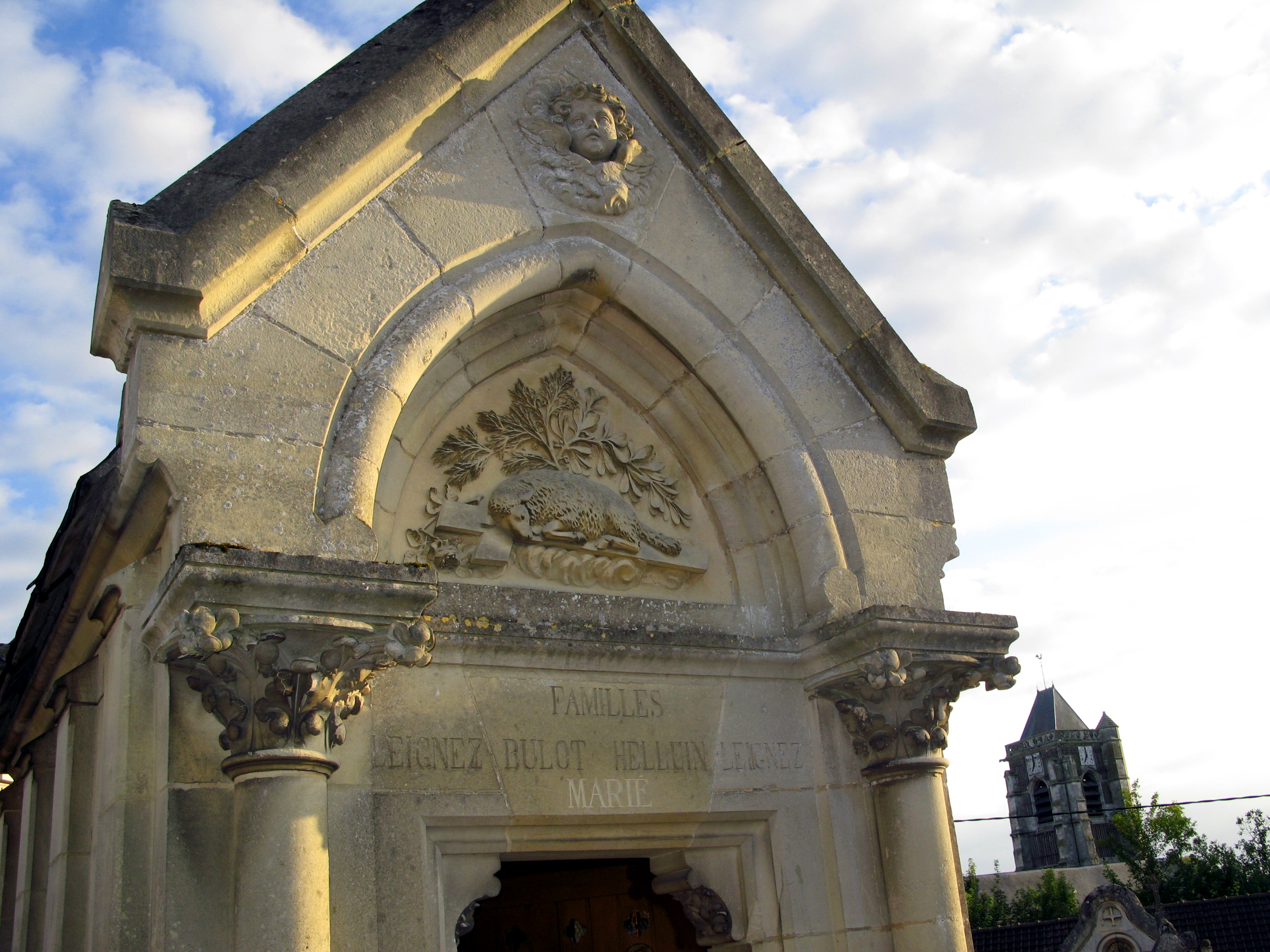
Vue du cimetière, la petite tour d'angle du clocher.
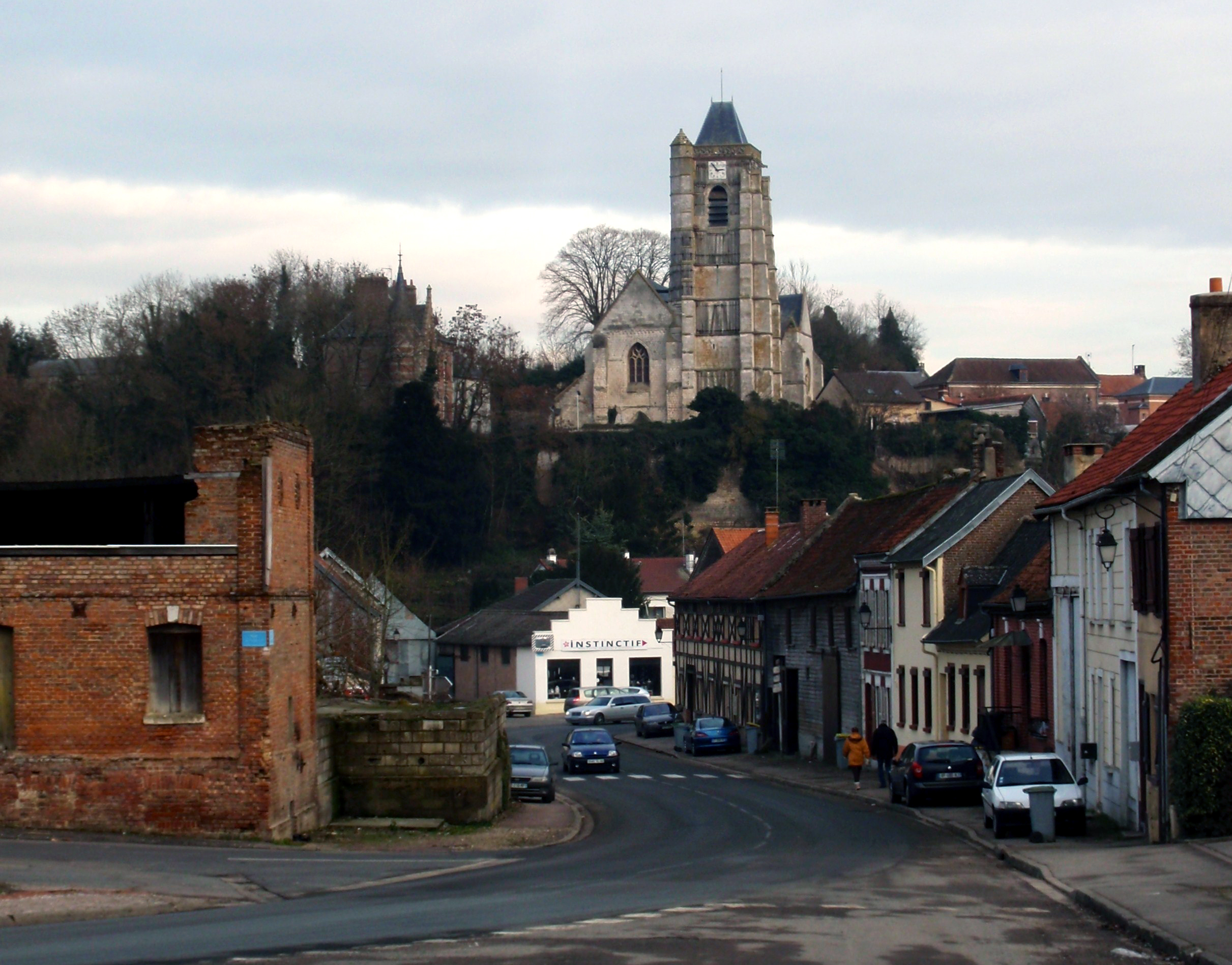
L'église aperçue depuis la rue Guillerand.
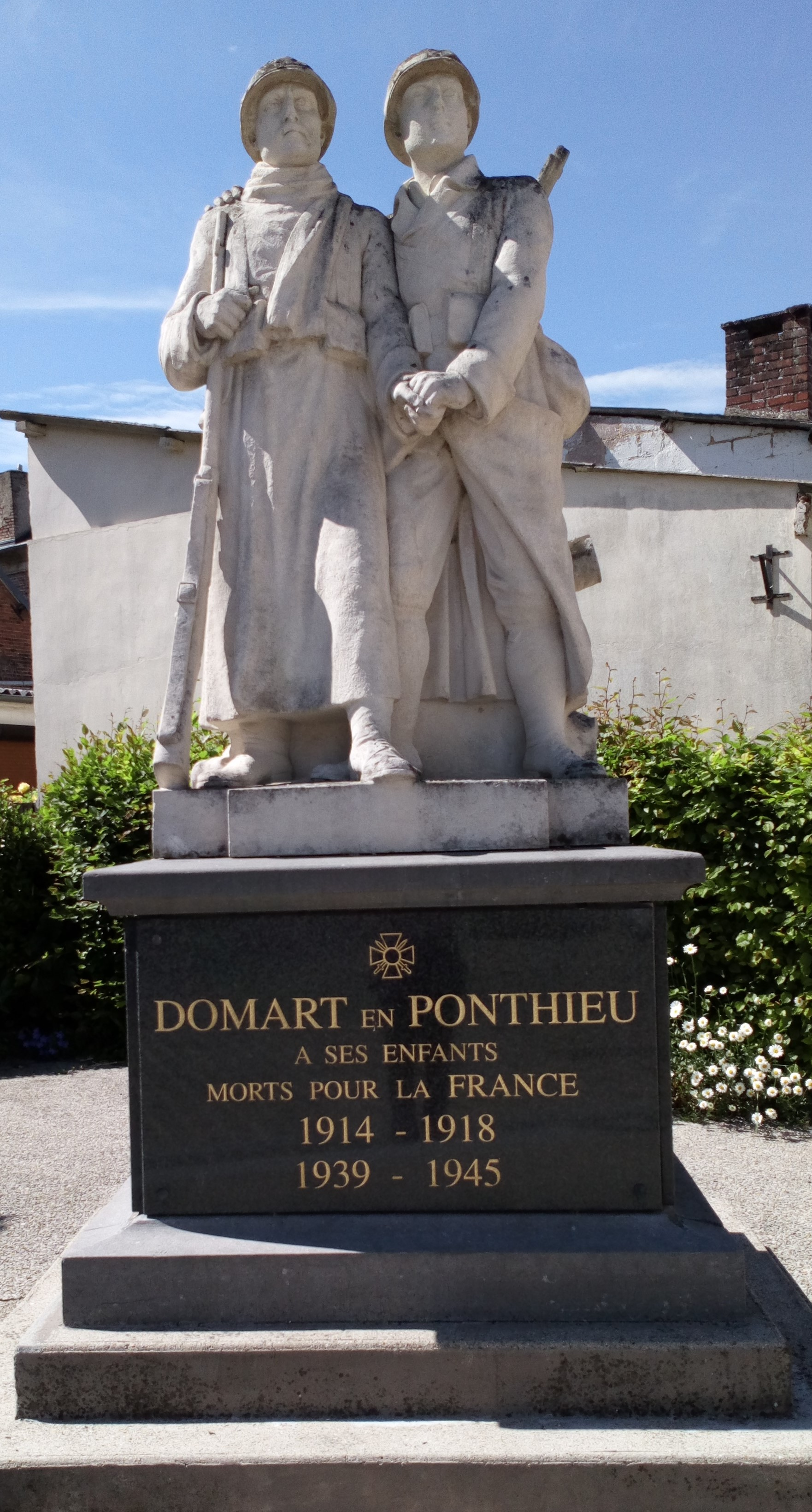
Monument aux morts.
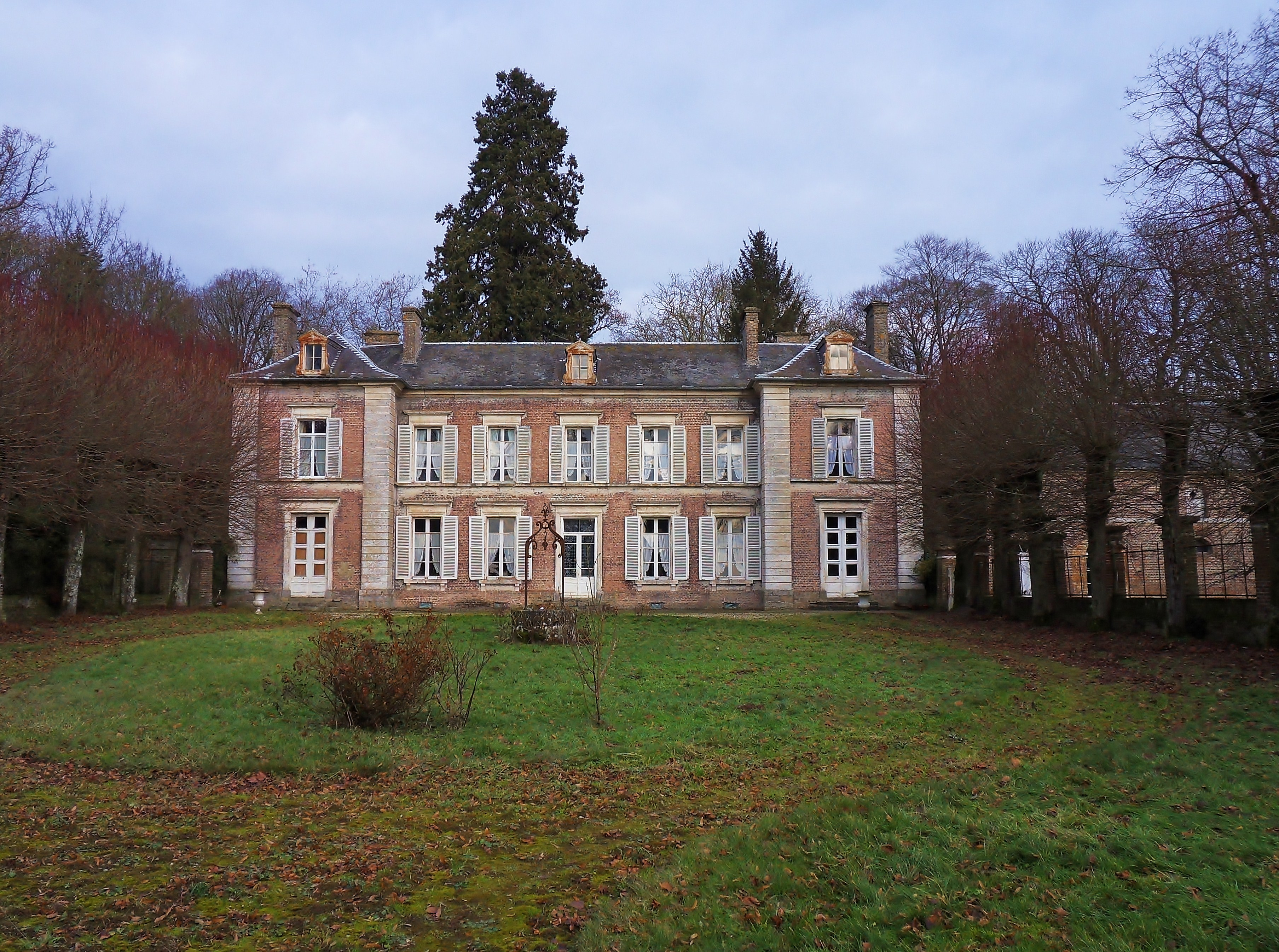
Château de la Haye.
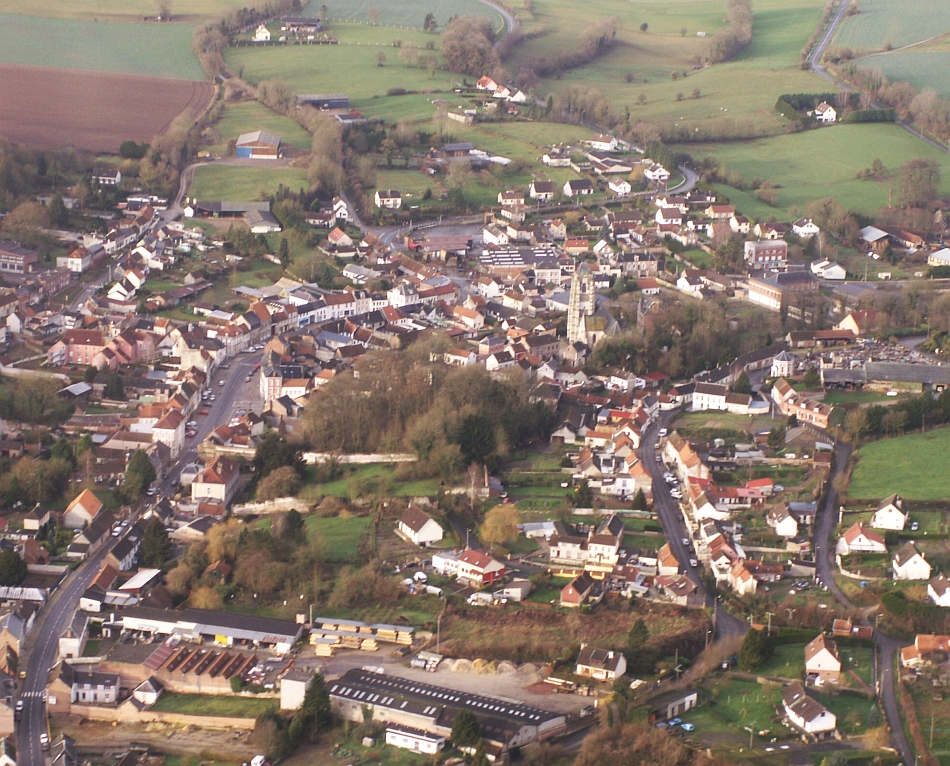
Vues aériennes (janvier 2007)

### Héraldique
|  | Le 7 juin 1970, le conseil municipal a adopté ce blason qui reprend en le modifiant celui figurant sur un sceau de Bonne de Fosseux, veuve de Jacques de Craon, dame de Domart, connu par un document de 1449. On reconnaît sur le blason pour parti les armes de la famille de Craon et celles de la famille de Fosseux. Blasonnement : - Parti au premier losangé d'azur et d'argent, au deux d'azur à trois fasces d'or. Ornement extérieur : - Croix de guerre 1939-1945 avec étoile de bronze. Citation à l'ordre du régiment du 11 novembre 1948 : « commune dont l'attitude a été très courageuse pendant l'occupation. A soutenu par son action le moral des prisonniers français qui attendaient sur son territoire leur transfert en Allemagne. A participé à la libération du pays en payant un lourd tribut : cinq morts au combat, quatre résistants fusillés, trois prisonniers morts en Allemagne, deux victimes civiles des bombardements. A ainsi donné l'exemple de son patriotisme. ». |